# Mark Payne
Mark Payne (3 augustus 1960) is een voormalig Engels voetballer. Hij speelde in het Nederlandse betaalde voetbal bij SC Cambuur en in Engeland in de English Football League bij Stockport County en Rochdale.
Payne werd geboren in Cheltenham en begon zijn loopbaan bij de plaatselijke voetbalclub Cheltenham Town FC. Hij speelde in het jeugdteam dat in 1978 verloor in het FA Cup jeugdtoernooi van  de jeugd van Coventry City na een replay. Hij speelde ook in het eerste team van Cheltenham Town.
Nadat hij bij Cheltenham Town weg ging werkte Payne als postbode en speelde hij voor Ledbury Town in de West Midlands (Regional) Football League tot hij naar SC Cambuur werd getransfereerd voor £7,000.
Nadat hij 7 jaar voor Cambuur had gespeeld in Nederland, eerst als aanvaller later als middenvelder en zo de favoriet onder de fans werd, ging Payne terug naar Engeland om te gaan spelen voor Stockport County FC in 1988. Hij speelde er 87 competitiewedstrijden in 3 seizoenen. Daarna verkaste hij naar Rochdale AFC in 1991 in een ruil met Peter Ward. Payne speelde 62 competitiewedstrijden voor Rochdale voordat hij weer teug ging naar het amateurvoetbal bij Chorley FC.

## Wedstrijdstatistieken
| Seizoen | Club       | Competitie     | wed. | goals |
| ------- | ---------- | -------------- | ---- | ----- |
| 1981/82 | SC Cambuur | Eerste divisie | 22   | 6     |
| 1982/83 | SC Cambuur | Eerste divisie | 39   | 8     |
| 1983/84 | SC Cambuur | Eerste divisie | 2    | 0     |
| 1984/85 | SC Cambuur | Eerste divisie | 2    | 0     |
| 1985/86 | SC Cambuur | Eerste divisie |      |       |
| 1986/87 | SC Cambuur | Eerste divisie | 1    | 0     |
| 1987/88 | SC Cambuur | Eerste divisie |      |       |